# Kyllinga cardosii
Kyllinga cardosii är en halvgräsart som beskrevs av Meneses. Kyllinga cardosii ingår i släktet Kyllinga och familjen halvgräs.
Artens utbredningsområde är Angola. Inga underarter finns listade i Catalogue of Life.